# Rumaitha Al Busaidi
Rumaitha Al Busaidi   (Oman, segle XX) és una activista del canvi climàtic d'Oman, activista pels drets de les dones, presentadora de ràdio, científica marina, emprenedora i futbolista.
És considerada la primera dona analista de futbol del món àrab i també es va convertir en la dona omanita més jove a creuar el pol Sud. També és àmpliament considerada popularment com una de les personalitats de la ràdio prominents a Oman.

## Carrera professional
Rumaitha va obtenir el diploma de la Universitat de Delaware el 2005. Va obtenir un màster a la Universitat Sultan Qaboos el 2014. També va rebre estudis superiors a la Universitat d'Utrecht. Va rebre un màster en administració pública per la Harvard Kennedy School. Rumaitha té un màster en els camps de la ciència ambiental i l'aqüicultura. També va ser nomenada Millennium Fellow per al 2019 pel Atlantic Council.
Va exercir com a vicepresidenta de fabricació d'aliments del Programa Nacional d'Oman per a la Millora de la Diversificació Econòmica. També ha servit com a assessora del govern d'Oman. També és directora de Projectes i Afers Ambientals i Desenvolupament de la Pesca a Oman.
Rumaitha va fundar WomeX, una plataforma per ensenyar habilitats de negociació per a dones àrabs per tal de preparar les emprenedores emergents a la regió àrab. També defensa els drets de les dones, així com el lideratge ambiental de la joventut. També ha treballat com a presentadora de ràdio durant diversos anys a Oman i és coneguda com la primera presentadora local en anglès d'Oman a l'emissora de ràdio privada d'Oman. També va jugar a futbol representant la selecció femenina d'Oman durant un breu període abans que l'equip fos sancionat per la FIFA el 2007.
Va formar part de la Global Shapers Community del Fòrum Econòmic Mundial del 2013 al 2020. El 2017, la Comissió Europea la va nomenar One Young World Peace Ambassador. A més, va ser nomenada ambaixadora del Challenge 22 per a la Copa del Món de la FIFA de 2022. També va ser nomenada ambaixadora de l'Institut d'Economia i Pau (IEP).
També ha aixecat la seva veu i les seves preocupacions sobre el canvi climàtic global a l'Agenda de Davos del Fòrum Econòmic Mundial. Va ser una de les activistes que va participar al compte enrere digital TED l'abril de 2021 com a part de l'esdeveniment Earth Day Live.

## Premis
El novembre de 2023, Rumaitha Al Busaidiva ser nomenada a la llista de les 100 dones de la BBC.